# Cambodia
«Cambodia» (з англ. — «Камбоджа») – пісня британської співачки Кім Уайлд. Була видана як сингл наприкінці 1981 року. Потім увійшла у її другий альбом Select (1982).
Пісня була написана для Кім Уайлд її татом, поп-зіркою 1950-х років Марті Уайлдом і спродюсювана її братом Рікі Уайлдом.
У тексті пісні зображено вплив американської зовнішньої політики 1970-х роках на психіку людей.
Як писав французький щотижневий журнал L’Express, радіостанції тоді були наводнені цією піснею, але того, що у її тексті є політичний аспект, ніхто особливо не розумів.
Як пише Філ Харді у своїй книзі The Da Capo Companion to 20th-century Popular Music: цей сингл був явно менш комерційним, ніж попередній «Water on Glass». При цьому він став хітом у Великій Британії, перевів Уайлд у Європі у статус однієї з найбільших музичних виконавців на той момент, причому особливо сильне це відчувалося у Франції, де сингл з піснею „Cambodia“ було продано тиражем у понад мільйон примірників.

## Список композицій
12»-й сингл (Німеччина, RAK 052-64632)
A. Cambodia (3:56)
B. Watching For Shapes (3:42)
| Чарт (1981—1982) | Найв. поз. |
| ---------------- | ---------- |
| Велика Британія  | 12         |
| Данія            | 1          |
| Франція          | 1          |
| Швеція           | 1          |
| Фінляндія        | 10         |
| Швейцарія        | 1          |
| Німеччина        | 2          |
| Нідерланди       | 5          |
| ПАР              | 2          |
| Норвегія         | 3          |
| Австрія          | 4          |
| Бельгія          | 4          |
| Австралія        | 7          |
| Ірландія         | 15         |

## Примітка
1. ↑  Holger Stürenburg. {{{Заголовок}}}. — BoD – Books on Demand, 2001. — С. 74—. — ISBN 978-3-8311-1616-4.
2. ↑  Bob Stanley. {{{Заголовок}}}. — Faber & Faber[en], 2013. — С. 507—. — ISBN 978-0-571-28198-5.
3. ↑  {{{Заголовок}}}. — Presse-Union, 1982. "Kim Wilde. " Select ". Les radios nous ont largement bassinés avec « Cambodia „, sans que l’on comprenne bien la portée politique du message.“
4. ↑  Phil Hardy. {{{Заголовок}}}. — Da Capo Press[en], 1995. — ISBN 978-0-306-80640-7. „The next single, the less obviously commercial 'Cambodia' (1981) was a UK hit and established Wilde as a major act in Europe, particularly France where it sold over one million copies. A second album, Select, followed in 1982, and reached …“
5. ↑  Nyman, Jake. {{{Заголовок}}}. — 1st. — Helsinki : Tammi, 2005. — ISBN 951-31-2503-3.